# حزب الاشتراكية والديمقراطية في النيجر
حزب الاشتراكية والديمقراطية في النيجر (بالفرنسية: Parti pour le socialisme et la démocratie au Niger)‏ هو حزب سياسي في النيجر.

## التاريخ
تأسس الحزب في 18 مايو 1992. في الانتخابات العامة 1993 حصل الحزب على 1.5٪ من الأصوات وفاز بمقعد واحد في الجمعية الوطنية. وقد رشح عمر كتسلما الطايع للانتخابات الرئاسية اللاحقة. واحتل المركز السابع من بين ثمانية مرشحين بنسبة 1.8٪ من الأصوات.
وشهدت الانتخابات البرلمانية المبكرة في عام 1995 فوز الحزب بمقعدين بحصة تصويت مماثلة. ومع ذلك، فقد قاطع انتخابات 1996،  التي أعقبت انقلابًا في وقت سابق من العام.
لم يرشح الحزب مرشحًا رئاسيًا لانتخابات عام 1999، وحصل على 0.2٪ فقط من الأصوات في الانتخابات البرلمانية، وفشل في الفوز بمقعد. ومع ذلك، بعد زيادة حصته في التصويت إلى 1.3٪ في الانتخابات العامة لعام 2004، استعاد التمثيل النيابي، وفاز بمقعد واحد. على الرغم من زيادة حصته في التصويت إلى 2.3٪ في الانتخابات البرلمانية لعام 2009، فقد الحزب مقعده. وشهدت انتخابات 2011 انهيار حصته في التصويت إلى 0.2٪، حيث ظل بلا مقاعد.
في الانتخابات العامة لعام 2016، شكل الحزب قائمة مشتركة مع الحركة النيجيرية للتجديد الديمقراطي للترشح للجمعية الوطنية، حيث فاز التحالف بستة مقاعد.